# Bob Murdoch (Eishockeyspieler, 1946)
Robert John „Bob“ Murdoch (* 20. November 1946 in Kirkland Lake, Ontario; † 3. August 2023 in Calgary, Alberta) war ein kanadischer Eishockeyspieler, -trainer und -scout, der im Verlauf seiner aktiven Karriere zwischen 1968 und 1982 unter anderem 826 Spiele für die Canadiens de Montréal, Los Angeles Kings und Atlanta Flames bzw. Calgary Flames in der National Hockey League (NHL) auf der Position des Verteidigers bestritt. Mit den Canadiens gewann Murdoch in den Jahren 1971 und 1973 jeweils den Stanley Cup. Anschließend war er als Trainer der Chicago Blackhawks und Winnipeg Jets in der NHL tätig, ehe er drei Teams in der Deutschen Eishockey Liga (DEL) hauptverantwortlich betreute und die Kölner Haie im Jahr 1995 zum Gewinn der Deutschen Meisterschaft führte.

## Karriere

### Als Spieler
Murdoch spielte in seiner Juniorenzeit in der Saison 1968/69 für die Winnipeg Nationals in der Western Canada Senior Hockey League (WCSHL), ehe er die kanadische Nationalmannschaft bei der Weltmeisterschaft 1969 vertrat. Dort belegte der Verteidiger mit dem Team den vierten Platz im Endklassement. Die Saison 1969/70 verbrachte er im kanadischen Eishockeyverband Hockey Canada.
Im März 1970 unterschrieb Murdoch als Free Agent einen Vertrag bei den Canadiens de Montréal aus der National Hockey League (NHL). Anfangs spielte er für deren Farmteam Voyageurs de Montréal in der American Hockey League (AHL). Nach Ende der Saison 1970/71, in der er als Ergänzungsspieler den Stanley Cup mit den Habs gewonnen hatte, gab das Management ihn im Tausch für Marshall Johnston an die Minnesota North Stars ab, um ein früheres Tauschgeschäft zu begleichen, bei dem Danny Grant und Claude Larose zu den North Stars gewechselt waren. Bereits zwei Wochen später holten ihn die Canadiens im Intra-League Draft aber zurück. Erst in der Saison 1972/73 schaffte es der Defensivspieler sich einen Stammplatz zu erkämpfen und gab der Abwehr Sicherheit, als das Team im Jahr 1973 abermals den Stanley Cup gewann.
Für die Saison 1973/74 gaben die Canadiens ihn gemeinsam mit Randy Rota an die Los Angeles Kings ab. Für ihn erhielt Montréal ein Erstrunden-Wahlrecht im NHL Amateur Draft 1974, mit dem sie Mario Tremblay holten, und eine ungenannte Geldsumme. Bei den Kings wurde Murdoch zu einer festen Größe in der Verteidigung und wurde auch in der Offensive erfolgreicher. Inmitten seiner sechsten Saison in Los Angeles wurde er gemeinsam mit einem Zweitrunden-Wahlrecht im NHL Entry Draft 1980 an die Atlanta Flames abgegeben, die dafür Richard Mulhern und einen Zweitrunden-Wahlrecht desselben Drafts nach Los Angeles schickten. Mit dem Team zog er im Sommer 1980 in die kanadische Olympiastadt Calgary um. Die Calgary Flames setzten ihn während seiner beiden letzten NHL-Spielzeiten nicht nur als Spieler ein, sondern auch für die Ausbildung der jungen Verteidiger eingesetzt.

### Als Trainer
Nachdem er seine aktive Karriere im Sommer 1982 im Alter von 35 Jahren beendet hatte, begann er umgehend als Trainer zu arbeiten und war fünf Jahre lang Assistenztrainer bei den Flames unter Bob Johnson. Als zur Saison 1987/88 der General Manager der Chicago Blackhawks den Platz hinter der Bande räumte, verpflichtete er Murdoch als seinen Nachfolger. Er arbeitete dort allerdings nur eine Spielzeit und wechselte nach einer einjährigen Auszeit im Sommer 1989 zu den Winnipeg Jets. Er führte das Team in die Playoffs und wurde als bester Trainer der Saison mit dem Jack Adams Award ausgezeichnet. Nach einem weiteren Jahr bei den Jets, in dem sie die Playoffs verpassten, zog es ihn als Assistenztrainer zu den neu gegründeten San Jose Sharks, bei denen er zwei Jahre in dieser Funktion tätig war.
Für die Saison 1994/95 verpflichtete der amtierende Deutsche Meister Maddogs München den Kanadier, nachdem Murdoch das Team Canada beim Spengler Cup 1993 betreut hatte. Trotz des großen sportlichen Erfolgs, den er mit dem Team hatte, stellten die Maddogs München kurz vor Weihnachten den Spielbetrieb in der Deutschen Eishockey Liga (DEL) umgehend ein. Noch im Laufe der Saison sicherte Ligakonkurrent Kölner Haie die Dienste des Trainers, die er im Frühjahr 1995 zum Meistertitel führte, für den zuvor entlassenen Russen Wladimir Wassiljew. Er blieb weitere zwei Jahre in Köln, ehe er den Posten des Assistenztrainers der italienischen Nationalmannschaft übernahm, die zu dieser Zeit von Adolf Insam betreut wurde. Nach zwei Jahren und Teilnahmen an den Weltmeisterschaften der Jahre 1998 und 1999 kehrte er im November 1999 nach Deutschland zurück und übernahm die Nürnberg Ice Tigers aus der DEL als Nachfolger von Peter Ihnačák. Bis zum Ende der Weltmeisterschaft 2000 arbeitete er parallel für die Federazione Italiana Sport del Ghiaccio weiter. Die Nürnberg Ice Tigers trainierte er noch zwei weitere Spielzeiten, ehe er im Verlauf der Saison 2001/02 entlassen und durch seinen Assistenten Mike Schmidt ersetzt wurde. Der 56-Jährige beendete daraufhin seine Trainerkarriere.
Murdoch verstarb im August 2023 im Alter von 76 Jahren an den Folgen einer Alzheimererkrankung im kanadischen Calgary. Zuletzt war er zwischen 2013 und 2015 als Scout für die Tri-City Americans aus der Western Hockey League (WHL) in Erscheinung getreten.

## Erfolge und Auszeichnungen
| - 1971 Stanley-Cup-Gewinn mit den Canadiens de Montréal - 1973 Stanley-Cup-Gewinn mit den Canadiens de Montréal - 1975 Teilnahme am NHL All-Star Game | - 1990 Jack Adams Award - 1995 Deutscher Meister mit den Kölner Haien (als Cheftrainer) |

## Karrierestatistik

### International
Vertrat Kanada bei:
- Weltmeisterschaft 1969

(Legende zur Spielerstatistik: Sp oder GP = absolvierte Spiele; T oder G = erzielte Tore; V oder A = erzielte Assists; Pkt oder Pts = erzielte Scorerpunkte; SM oder PIM = erhaltene Strafminuten; +/− = Plus/Minus-Bilanz; PP = erzielte Überzahltore; SH = erzielte Unterzahltore; GW = erzielte Siegtore; 1 Play-downs/Relegation; Kursiv: Statistik nicht vollständig)

### NHL-Trainerstatistik
(Legende zur Trainerstatistik: Sp oder GC = Spiele insgesamt; W oder S = erzielte Siege; L oder N = erzielte Niederlagen; T oder U = erzielte Unentschieden; OTL oder OTN = erzielte Niederlagen nach Overtime oder Shootout; Pts oder Pkt = erzielte Punkte; Pts% oder Pkt% = Punktquote; Win% = Siegquote; Resultat = erreichte Runde in den Play-offs)